# Arrest Koeman c.s./Sijm Agro
Koeman c.s./Sijm Agro (HR 18 juni 2010, NJ 2010/389) is de roepnaam van een op 18 juni 2010 door de Nederlandse Hoge Raad gewezen arrest dat ziet op aansprakelijkheid voor niet-ondergeschikten en de uitleg van de eis dat de fout is begaan "ter uitoefening van diens bedrijf". Het wordt beschouwd als een zogenaamd standaardarrest.

## Feiten en procesverloop
De vennootschap onder firma Koeman-Van der Burg (verder: Koeman) bezit een perceel grond naast dat van Sijm Agro B.V. (verder: Sijm Agro). Koemans perceel is bestemd voor de bloembollenteelt, het perceel van Sijm Agro voor de teelt van wortelen. In opdracht van Koeman gaat een werknemer van v.o.f. De Wit op 21 augustus 2003 over tot het bespuiten van het perceel met het bestrijdingsmiddel Round-Up.
Op 7 juni 2003 sluit Sijm Agro een koopovereenkomst met De Boer B.V. inhoudende de verkoop van de peenoogst van het aan Koeman grenzende perceel, te leveren voor 1 mei 2004 tegen een prijs van € 14,50 per 100 kilogram. De penen dienen 'klasse KCB 1' te zijn. Eind oktober 2003 oogst Sijm Agro ruim 531 ton peen. Na levering aan De Boer blijkt dat de penen gebreken vertonen en ongeschikt zijn voor consumptie. De Boer keurt de partij af en weigert de koopprijs ad € 77.006,60 te voldoen. Uit onderzoek blijkt dat de penen zijn aangetast door het door De Wit gebruikte bestrijdingsmiddel.
Sijm Agro dagvaardt De Wit, haar vennoten en Koeman voor de Rechtbank Alkmaar. De aansprakelijkheid van De Wit grondt zij op artikel 6:170 van het Burgerlijk Wetboek (BW) (aansprakelijkheid voor ondergeschikten), de vordering op Koeman wordt gebaseerd op artikel 6:171 BW (aansprakelijkheid voor niet-ondergeschikten). Bij vonnis van 20 december 2006 veroordeelt de rechtbank Koeman c.s. en De Wit c.s. hoofdelijk tot vergoeding van de door Sijm Agro geleden schade, bestaande uit de gederfde opbrengst van de penen ad € 77.006,60  en enige kleinere schadeposten, tezamen in totaal € 82.944,13. In hoger beroep vernietigt het Gerechtshof Amsterdam het vonnis van de rechtbank voor zover het de hoogte van de schadevergoeding betreft en veroordeelt Koeman c.s. tot het betalen van een schadevergoeding van € 72.322,53. Koeman c.s. stellen beroep in cassatie in bij de Hoge Raad. Sijm Agro stelt incidenteel beroep in cassatie in.

## Wettelijk kader
Artikel 6:171 BW luidt, voor zover van belang:
Indien een niet ondergeschikte die in opdracht van een ander werkzaamheden ter uitoefening van diens bedrijf verricht, jegens een derde aansprakelijk is voor een bij die werkzaamheden begane fout, is ook die ander jegens de derde aansprakelijk.

## Beoordeling door de Hoge Raad
Koeman c.s. stellen in cassatie aan de orde de vraag of de werkzaamheden (het bespuiten van het perceel grond) zijn verricht "ter uitoefening van diens bedrijf". Daartoe voeren zij aan dat het voor Sijm Agro van begin af aan duidelijk was dat niet Koeman, maar De Wit de werkzaamheden had uitgevoerd (Sijm Agro had immers eerst De Wit aangesproken en pas daarna tevens Koeman). Het hof had de stelling dat geen sprake is van werkzaamheden "ter uitoefening van diens bedrijf" verworpen en daartoe overwogen (in rechtsoverweging 3.7):
Uit de stukken blijkt dat J.P. Koeman heeft bepaald dat er met Round-Up gespoten moest worden, dat hij Round-Up heeft ingekocht en dat hij tevens heeft beslist over het aantal liters Round-Up dat nodig was. Voorts is gebleken dat J.P. Koeman zelf beschikt over een licentie om te spuiten. Een en ander brengt, naar het oordeel van het hof, mee dat — gelet op de verwevenheid van het handelen van J.P. Koeman met het handelen van De Wit — de inbreng van Koeman dermate groot is geweest dat Koeman en De Wit wel degelijk kunnen worden beschouwd als een zekere eenheid, alsmede dat sprake is van het uitoefenen van activiteiten door De Wit die tot de werkzaamheden ter uitoefening van het bedrijf van Koeman behoren. Hieraan doet niet af, zoals Koeman c.s. (lees:) stellen, dat het voor Sijm Agro van meet af aan duidelijk was dat De Wit de bespuitingswerkzaamheden heeft verricht, aangezien zich — gelet op de inbreng van J.P. Koeman — wel degelijk een situatie voordoet waardoor het voor een buitenstaander onduidelijk is wie voor wat verantwoordelijk is en tot wie hij zich in verband daarmee nu eigenlijk moet richten. De inbreng van ieder van hen is immers voor een buitenstaander als Sijm Agro niet van meet af aan bekend. De omstandigheid dat Sijm Agro in eerste instantie alleen De Wit aansprakelijk heeft gesteld en pas daarna ook Koeman c.s. maakt dat niet anders.
De Hoge Raad overweegt dat dit geen blijk geeft van een onjuiste rechtsopvatting:
De enige vraag die door grief 1 aan de orde werd gesteld, was of het (doen) bespuiten van het betrokken perceel met een bestrijdingsmiddel behoort tot de werkzaamheden ter uitoefening van dat bedrijf. Het hof heeft uit de mate waarin een van de vennoten van Koeman bij het verzorgen van de bespuiting betrokken was en uit de omstandigheid dat deze vennoot ook zelf beschikt over een licentie om te spuiten, afgeleid dat dit inderdaad het geval was. Dit oordeel geeft niet blijk van een onjuiste rechtsopvatting en is niet onbegrijpelijk, noch onvoldoende gemotiveerd.

De onderdelen 1.1 en 1.2 falen derhalve.

Ook de onderdelen 1.3 en 1.4 kunnen niet slagen. Weliswaar berust art. 6:171 onder meer op de gedachte dat een buitenstaander veelal niet kan onderkennen of de schade te wijten is aan een fout van een ondergeschikte of van een ander die ter uitoefening van het desbetreffende bedrijf werkzaamheden verricht, maar dat brengt niet mee dat de bepaling toepassing zou missen in een geval waarin het de benadeelde duidelijk is dat de schade is veroorzaakt door een fout van een niet-ondergeschikte.

## Relevantie
Artikel 6:171 BW vestigt een kwalitatieve aansprakelijkheid van de opdrachtgever voor toerekenbare onrechtmatige daden van niet-ondergeschikten. Voor aansprakelijkheid is vereist (1) een fout (toerekenbare onrechtmatige daad) (2) door een niet-ondergeschikte, (3) de verrichting van bedrijfsmatige werk door de opdrachtgever (zodat beroepen er niet onder vallen) en (4) de fout moet zijn begaan bij werkzaamheden "ter uitoefening van het bedrijf" van de opdrachtgever. De laatste eis, ter uitoefening van diens bedrijf, wordt volgens HR 21 december 2001, NJ 2002/75 (Delfland/De Stoeterij De Kraal) strikt opgevat. Er moet sprake zijn van een zekere "eenheid van onderneming". De ratio hierachter is onder meer om de bewijslast voor de benadeelde te beperken.
In dit arrest voeren Koeman c.s. aan dat als de benadeelde wél weet dat de opdrachtgever en feitelijk uitvoerder niet tot dezelfde onderneming behoren, deze benadeelde niet op grond van artikel 6:171 BW de opdrachtgever kan aanspreken. De Hoge Raad verwerpt deze stelling. Niet van doorslaggevend belang is of voor de benadeelde onduidelijk is wie de schade veroorzaakt, maar vooral van belang is (de objectievere maatstaf) of de werkzaamheden behoren tot wat binnen de onderneming valt. Koeman c.s./Sijm Agro is daarmee een verduidelijking van het arrest inzake Delfland/De Stoeterij De Kraal.

## Voetnoten
1. ↑  De vennootschap onder firma Fa. Koeman-Van der Burg, Koburg B.V., J.P. Koeman en E.J.M. Koeman-Van der Burg.
2. ↑  NB De Wit c.s. hebben ook beroep in cassatie ingesteld, maar in die zaak is apart arrest gewezen (HR 18 juni 2010, RvdW 2010/785 (De Wit c.s./Sijm Agro)). Dat arrest gaat over de schadebeperkingsplicht en de gevolgen daarvan. De aansprakelijkheid van De Wits ondergeschikte wordt in Koeman c.s./Sijm Agro niet betwist en wordt daarom als vaststaand feit aangenomen.
3. ↑  G.H. Lankhorst, 'Commentaar op artikel 171 Boek 6 BW' in J.H. Nieuwenhuis, C.J.J.M. Stolker en W.L. Valk (red.), Tekst & Commentaar Burgerlijk Wetboek, Deventer: Kluwer 2013 (geraadpleegd via Kluwer Navigator).
4. ↑  T.F.E. Tjong Tjin Tai, 'Aansprakelijkheid voor anderen, deel 2', Bb 2010/32.
5. ↑  A.S. Hartkamp & C.H. Sieburgh, Mr. C. Assers Handleiding tot de beoefening van het Nederlands Burgerlijk Recht. Verbintenissenrecht. De verbintenis uit de wet, Deventer: Kluwer 2011, nr. 199 (geraadpleegd via Kluwer Navigator). In gelijke zin T.F.E. Tjong Tjin Tai, 'Aansprakelijkheid voor anderen, deel 2', Bb 2010/32.